# تپه خرابه لار
تپه خرابه لار در شهرستان بوئین‌زهرا، بخش آوج، روستای کردجین واقع شده و این اثر در تاریخ ۱۲ بهمن ۱۳۸۱ با شمارهٔ ثبت ۷۲۹۹ به‌عنوان یکی از آثار ملی ایران به ثبت رسیده است.